# چاد اسمیت (ورزشکار)
چاد اسمیت (انگلیسی: Chad Smith؛ زادهٔ ۹ ژانویهٔ ۱۹۷۴) ورزشکار دو و میدانی اهل ایالات متحده آمریکا است.